# Mont Itoupé
Le mont Itoupé, ou sommet Tabulaire, est un sommet de Guyane culminant à 826 mètres d'altitude et deuxième plus haut de cette région française après la montagne Bellevue.